# Parque nacional Mungkan Kandju
Mungkan Kandju es un parque nacional en Queensland (Australia), ubicado a 1914 km al noroeste de Brisbane.
Parque de enormes dimensiones entre los Prados de McIlwraith y el río Archer. Formado por bosques abiertos y secos, selva tropical en las cercanía de los ríos y arroyos, es un hábitat preferido para el cocodrilo. Sólo es accesible en época seca.